# Poble saho
El poble saho és un grup ètnic cuixític que habita grans zones d'Eritrea i el nord d'Etiòpia. Parlen saho com a llengua materna.

## Societat

### Etnicitat i estructura social
Segons Abdulkader Saleh Mohammad, la majoria dels saho (així com els àfars i els somalis) tenen una visió primordial de la seua etnicitat i diuen descendir d'immigrants àrabs; açò, al seu torn, permet una identificació amb la família de Mahoma i una associació de la seua història amb la de l'Orient Pròxim. L'estructura social n'és patrilineal i jeràrquica, i s'organitza verticalment en tribus, clans i famílies. La tribu (meela, kisho o qabila) es divideix en subtribus (gaysha, harak o llauri) o clans (dik o are); aquests dos conceptes, però, no sempre es distingeixen pas clarament, ja que són els estrats més importants perquè indiquen la descendència o origen personal de cada individu. La descendència familiar es memoritza remuntant-se si més no a 30 o 40 generacions. Es memoritzen i expliquen igualment lleis i costums, i la consanguinitat té una funció important en aquestes tradicions, i això indica una volta més la qualitat primordial de la identitat tribal i ètnica.

### Economia
La majoria dels saho són pastors que també es dediquen a l'agricultura; i només uns pocs grups són llauradors sedentaris.

## Demografia
La població total dels saho no és pas clara a causa de xifres contradictòries. La majoria dels saho, però, resideixen a Eritrea. Segons un càlcul del 2015, la població total n'oscil·lava entre 250.000 i 650.000 persones. Segons alguns grups de defensa dels saho, la població de sahos a Eritrea era d'uns 206.000 al 2016. Els saho representaven si fa no fa el 4% de la població d'Eritrea al 2021. D'altra banda, una estimació del 2012 havia situat la població de parla saho a Etiòpia en 37.000 persones.
Segons Ethnologue, el 2015 hi havia uns 220.000 parlants de l'idioma saho, amb la majoria concentrada a Eritrea i la resta a Etiòpia. A Eritrea, els saho viuen sobretot a la mar Roja meridional (Dankàlia) i a la mar Roja septentrional (Semenawi Keyih Bahri). També han ocupat l'altiplà de Qohaito durant segles com a pastors i llauradors.

## Idioma
El poble saho parla saho com a idioma matern. Pertany al grup dialectal àfar-saho de les llengües cuixítiques de les terres baixes de l'est, que formen part de la branca cuixítica de la família afroasiàtica, i està estretament relacionat amb l'àfar i el somali. Molts saho s'han barrejat amb altres tribus musulmanes, com ara els jeberti (musulmans que parlen tigrinya) i els tigré, i com a resultat han adoptat les llengües d'aquestes tribus.

## Religió
Els saho són predominantment musulmans. La majoria n'havia adoptat l'islam al segle XIII a causa de la creixent influència dels místics i comerciants de la península Aràbiga. Uns pocs cristians, també coneguts com a irob, viuen a la regió de Tigre a Etiòpia i a la regió de Debub d'Eritrea.

## Dret consuetudinari
Quant al dret consuetudinari dels saho, davant un problema solen convocar un aplec anomenat rahbe. Hi debaten com resoldre problemes relacionats amb l'aigua, les pastures o la terra, i les disputes entre clans. Açò també es discuteix amb tribus o grups ètnics i subclans veïns per a arribar a un consens.
Per a aquesta reunió es tria un representant, que es diu madarre, i exposa arguments davant el públic i els subclans o tribus involucrats, i tracta de guanyar-se'ls. Això es debat amb els savis o ancians del clan o tribu, l'ukal. En conflictes de menor escala entre dues persones, una de les dues duu les queixes als ukal, que designen shimagale o mitjancers per a la disputa.
Entre els saho hi ha un subclan anomenat Gadafur, que és independent i afiliat a les tribus Minifere, i sembla que són originaris de la tribu Gadabursi.